# وانگ فیفی
وانگ فیفی (به چینی: 王霏霏) (زاده ۲۷ آوریل ۱۹۸۷) همچنین شناخته شده به عنوان فی، یک خواننده، بازیگر و مجری چینی است. او یکی از اعضای گروه میس ای از زمان شروع به کار گروه در سال ۲۰۱۰ تا سال دیسبند ۲۰۱۷ بوده است.